# سجن عليشة
سجن عليشة هو سجن في الرياض تُديرهُ المباحث العامّة وقد اشتهرَ على نطاقٍ واسع بفضلِ ضمّه للمُعتقلين تعسفيًا. خلال الاحتجاجات السعودية 2011 - 2013؛ راجت بعض الأخبار التي تُفيد بنقلِ خالد الجهني إلى السجن فيما تُشير تقارير أخرى لاحتوائه على العديد من الأعضاء المؤسسين لحزب الأمة الإسلامية.

## السجناء
في 17 آذار/مارس 2004؛ ذكرت منظمة العفو الدولية أن خمسة أشخاص على الأقل – معظمهم من الأكاديميين – قد احتُجزوا انفراديًا لمدة يومين في سجن عليشة بسبب انتقادهم لهيئة حكومية ومطالبتهم باحتِرام حقوق الإنسان في المملكة.

### السجناء المحتجزين تعسفيًا
تقدّم مندوب الأمم المتحدة المعني بالاحتجاز التعسفي بشكوى إلى السلطات السعودية في عام 2007 حول الاعتقال التعسفي والاحتجاز غير القانوني لفايز عبد المحسن الذي اقتيد إلى سجن عليشة منذ 12 تشرين الأول/أكتوبر 2005 بسبل تقديمه معلومات للجنة العربيّة لحقوق الإنسان وغيرها من المنظمات حول حقوق الإنسان في المملكة العربية السعودية والتعذيب الممنهج داخل بعضَ سجونها. قدّم نفس المندوب شكوى جديدة للسلطات السعودية حول الاعتقال التعسفي لعبد الرحمن سمارة الذي قضى خمسة أشهر ونصف في سجن عليشة قبل أن يتم نقله إلى سجن الحائر. في الشكوى ذكر فريقُ الأمم المتحدة أنّ «سمارة قد سُجنَ بمعزل عن العالم الخارجي دون تمكينهِ منَ الوصول إلى محام ودون تقديمهِ إلى العدالة مما يُشكّل انتهاكًا للمادة التاسعة من الإعلان العالمي لحقوق الإنسان.» ضمّ هذا السجن سيء السمعة كذلك المواطن البحريني خليل عبد الرحمن عبد الكريم جناحي والذي مكثَ فيه لمدة 4 أشهر على الأقل لسبب غير معروف وذلكَ ابتداءًا من 26 نيسان/أبريل 2007 دون تمكينهِ من الوصول إلى محامين ودون تقديمهِ للمحاكمة. نُقلَ خليل في نوفمبر 2008 من السعودية إلى سجنٍ غير معروف في الإمارات العربية المتحدة والتي احتجزتهُ بدورها بدون تهمة أو محاكمة حتى 11 حزيران/يونيه 2009 حينما أطلقت منظمة العفو الدولية نداءًا عالميًا من أجل إطلاق سراحه. خلال الأشهر الأربعة الأولى في عليشة؛ احتُجز خليل جناحي في الحبس الانفرادي داخل زنزانة ضيقة جدًا دون السماح له بالاتصال بعائلته أو أي شخص آخر. لم يتوقف الاحتجاز التعسفي عندَ هذا الحد بل تواصلَ حينما اعتقلت المباحث العامّة في 15 آذار/مارس 2007 أستاذًا في جامعة الملك سعود من منزلهِ بسبب دعوتهِ السلميّة للتغيير السياسي قبلَ أن تقتادهُ لسجن عليشة وسطَ تقارير عن تعرضهِ للتعذيب هناك. سمحت السلطات لعائلتهِ بالوصول إليه بعد تسعة أشهر من اعتقاله تعسفيًا وقد ذكرت تقارير فيما بعد أنّ الدكتور كان مُحتجزًا في زنزانة تحت الأرض ومكبل اليدين ومعصوب العينين.

### السجناء السياسيين
اعتُقلَ خمسة من الأعضاء المؤسسين لحزب الأمة الإسلامية في 17 شباط/فبراير 2011. أثار هذا الأمر ضجة كبيرة حينَها كما أثارَ حفيظة مجموعة من المنظمات الحُقوقية وعلى رأسِها منظمة هيومن رايتس ووتش التي نشرت تقريرًا ذكرت فيه: «يبدو أن توقيفهم قد تم بسببِ محاولتهم تأسيسَ حزب لضمانِ المزيد من الديمقراطية وتعزيز وحماية حقوق الإنسان.» ليس هذا فقط؛ بل انتشرت بعضُ التقارير التي تُفيد بالمعتقلين من هذا الحِزب للتعذيب والضرب في سجن عليشة. اعتُقل أيضًا خالد الجهني يوم 11 آذار/مارس 2011 في الرياض خلالَ يوم الغضب إبّان الاحتجاجات السعودية وذلك بسبب حديثهِ عن الديمقراطية، الحرية السياسيّة، حرية التعبير والعدالة لصالح الفريق الصحفي التابع لقناة بي بي سي العربية. لم يُسمح له بالاتصال بأسرتهِ طوالَ الـ 58 يومًا الأولى من احتجازه كما بقيَ قيد الاحتجاز لفترة فوصفتهُ منظمة رايتس ووتش الحقوقيّة بأنّه «معارض سلمي» فيمَا قالَ محمد القحطاني من جمعية الحقوق المدنية والسياسية في السعودية : «أصبحَ الجهني معروفًا على الإنترنت باسمِ «الرجل الشجاع في المملكة العربية السعودية» لأنه الشخص الوحيد الذي احتجّ علنًا في المملكة العربية السعودية في 11 آذار/مارس بصرف النظر عن عدة مئات من المحتجين في القطيف، الهفوف والعوامية.»

## ظروف الاحتجاز
نشرت منظمة العفو الدولية في تقريرٍ لها حول سجن عليش تعرّض سجين يمني اعتقل في عام 2002 للتعذيب مرة كل ثلاثة إلى أربعة أيام خلالَ الـ 56 يومًا الأولى من احتجازه. حسب ذات التقرير فقد استخدمت السلطات السعودية مجموعة من التقنيات في تعذيبه من خِلال: «كانوا يضربونه ويلكمونه مباشرة على الوجه حتى ينفجرَ الدم من فمه ... لقد تعرّضَ للضرب المُبرح في جميع أنحاء جسده وبخاصّة على باطن القدمين والساقين المُكبلين أصلًا ... وُضع تحت مكيف الهواء لبضع ساعات ناهيك عن احتجازه بشكلٍ فردي في زنزانة ضيقة للغاية قبل أن يتمّ نقلهُ لسجن الحائر.»